# 中院流
中院流（ちゅういんりゅう）は、真言宗（東密）の事相（じそう）の法流の一つ。明算（めいざん）（中院阿闍梨）（1021～1106）が派祖。高野山に伝わる法流の一つであるが、根本を正せば西院流と三宝院流を合わせた法流であるため野澤根本十二流に含めることはない。
真言宗における事相の意義に関しては、真言宗を参照のこと。

## 由来
明算は高野山定誉(祈親上人・持経上人)のもとに高野山の復興のために尽力した。定誉滅後に小野流の成尊より受伝した。高野山の中院（弘法大師御住坊）に住して、空海（弘法大師）より真然に相承（受け継がれた）された秘訣（修法の方法や修法に関する決まりごとなど）に精通していたため、多くの僧侶が事相などの修学のために明算のもとを訪れたという。

## 中院流系譜
- 空海-真雅-源仁-聖宝-観賢-淳祐-元杲-仁海-成尊-明算

## 中院流の四度加行（しどけぎょう）
高野山内で伝法灌頂を受法する場合、中院流の次第をもとにした四度加行（しどけぎょう）を高野山にある高野山真言宗の寺院（高野山大学で行う場合の加行道場（大菩提院）などもある。また、高野山以外の地域に所在する高野山真言宗寺院で行う場合もある。）で行う。歴史的に言えば四度加行を中院流で行うように制定されたのは戦後であり、それまでは各寺院が継承していた三宝院流（金剛三昧院等）や持明院流（持明院）、中性院流（密厳院）で四度加行が行われていた。また近年まで伝法灌頂は三宝院流と中院流の２つ法流で行われており、水原尭栄師などは三宝院流と中院流との伝法灌頂式を編られている。四度加行次第の内容は明治時代以前と現代とでは異なる次第を使用しており、現代の金剛界と胎蔵界の次第は通称「大門寺次第」と呼ばれる現在の静岡県に在る寺院に継承されていた西院流の次第が用いられている。
大門寺次第について
妙瑞師の中院流目録（高野山大学所蔵）には大門寺次第について以下のように記されている。
私に云わく。今時中院所用の両界次第は宥快和会の本と人々は思えども、実は大門寺の次第にして、宥快の和会には非ず。宥勢の口決に依って校合すべきなり。右大門寺の次第の定清は宏教の弟子なり。然るに引摂院定範これを受く。この故に、智方にはこの次第を用い来れり。故に今寺家に流布せり。
なお甲田宥吽師は現在の大門寺次第に対して疑義を呈し、「推測するに、本来の大門寺次第と称されるもの、恐らく宥快が灌頂の供養法に用いた両界次第の原本、が早く散逸したため、伝承の分からない両界の略次第(11現在の大門寺次第）を、誰人かがそれに当てたのではなかろうか」と述べられている
現在の中院流では四度加行の前段階として児嶋流より伝来した理趣経加行を行うことが多い。またこの他に護身法加行を四度加行に入るより前に行うことがある。四度加行成満の後には伝法灌頂とへの入壇が許可される。この際に行われる伝法灌頂は他流で言う所の堂上（とうしょう）であり略式の伝法灌頂である。明治時代以降に学修灌頂が創作され、中院流の一流伝授と合わせ、他流で言う庭儀（ていぎ）灌頂が行われる。それを以って伝燈大阿闍梨と称するというのは明治時代以降の話であり、他流の立場から言えば庭儀による傳法灌頂に入壇した程度の意味であり特別な意味はない。
現代の真言宗では四度加行は共通の名称だが、法流により金剛界と胎蔵界の順序が違う場合がある。中院流は三宝院流の流れを組んでいるため、十八道・金剛界・胎蔵界・不動護摩の順で加行が行われる。四度加行は伝法灌頂への入壇のための修行であり、基本の行法(修法)である。また、四度加行を行うまでには得度を受けなければならない。明治時代の戒律復興運動に伴い高野山でも授戒が行われるようになったが、授けられている戒律は日本に伝わっていない「有部律」である。弘法大師は『三学録』の中で真言宗の僧侶が習うべきものとして戒律は有部律を学ぶべきだと述べられている。それに則った形で有部律の授戒が行われているが、日本には「四部律」しか伝わっていないため、その意義が問われる必要がある。

### 本尊
古来は結縁灌頂にて得仏の本尊を十八道加行の本尊としていた。中院流と西院流では十八道次第に伝大師御作次第を用いるため本尊は大日如来である。三宝院流や安祥寺流では如意輪観世音菩薩、伝法院流では、両部不二の大日如来を本尊とする。
現在の院家相承の中院流の四度加行の本尊は、十八道加行・正行・金剛界加行までは絵像で単独で描かれた金剛界大日如来を安置することになっている。単独の絵像がない場合は、金剛界曼荼羅を本尊とする。また、絵像の金剛界大日如来と弘法大師像・高野四社明神（絵像）を併せて安置することになっている。
金剛界正行・胎蔵界加行の間は金剛界曼荼羅を、胎蔵界正行には胎蔵曼荼羅を本尊とするが、ともに両界を掛ける。護摩加行の間は金剛界大日如来と両界を掛ける。当初より三幅(もしくは両界)を正面に安置し護摩正行まで掛け替えない場合も多い。護摩正行は不動明王を本尊とする。いずれも大師、明神を併せて掛けるのは先に同じである。

### 過程
中院流の四度加行の過程を記せば、十八道の正行に入るためには礼拝加行が行われる。これは平安時代後期に東大寺の戒壇が無くなって以降、日本から戒律が消滅してしまったため、唐招提寺で行われていた自誓授戒作法を真言宗が取り入れたもので、懺悔滅罪の礼拝によって戒律の獲得を目指すものであり、懺悔滅罪が主たる目的ではない。礼拝の回数は二度目の四度加行や老齢、病人であれば21遍、それ以外は108遍である。その後に「十八道念誦頸次第」を行法する十八道の正行に入り、（十八道を終えたことになる）十八道の正行で用いた「十八道念誦次第」の行法が、次の金剛界の加行となり、つぎに金剛界への正行(金剛界念誦次第)に進み、金剛界の正行の行法が、胎蔵界の加行となる。(胎蔵界の正行は胎蔵界念誦次第を用いる)こうして加行・正行と繰り返して、護摩の正行(次第は「息災護摩私次第付不動」そくさいごまわたくししだいつけたりふどう)が終えるまで日数を決めて繰り返し行う。
しかし、次第（四度加行や修法の方法などを記した書物）を読むだけでは、事相の習得は出来ない。次第に記されていない阿闍梨（師）の口伝（師から弟子への面授）と教相（次第に書かれている真言や観想の意義などの思想面）の二つ不可欠であり、どのように金剛界や胎蔵界を理解し、それに基づいて修行するかなどが原因で流派が多く分かれた。しかし現代においては、時間が無い、受ける人数が多いが教える師が少ない、などの理由で大きな部屋に集められ、師が早口で言うのをコピー配布されたテキストを見ながら急いでこなしていくのが現状で、建前である口伝面授というのが、教える事において逆に柔軟性を欠く原因になっているとも言える。
中院流では四度加行を、近頃は通常100日間行う。日数を定めるようになってきている。以前は長期間にわたり行っていたが、後になり日数を定めるようになった。
四度加行は、一日に三座、初夜（午後7時）・後夜（午前4時）・日中（午前10時）行い、四度加行を中断した場合は最初からやりなおすことになっている。また、四度加行中は斎戒沐浴を行い、修法中に便所に行って中座した場合は、直ちに水浴して身体を清浄にしてからでないと修法が行えないなど、厳格な規則がある。しかし厳冬期においては必ずしも守られていない。

## 法流の伝授
（真言宗で）事相の伝授を受けるためには、必ず、事相の教えを乞う、阿闍梨（師）より許可灌頂(こかかんじょう)を受けなければならない。
四度加行を行う過程で、加行を行うための作法で必要とされる事相の伝授が適宜、行われるが、伝法灌頂を受けていないと伝授出来ない行法(修法)があるため、事相の一流伝授を受けるためには伝法灌頂を受けていることが必須条件である。中院流の一流伝授を受けた後、事相の研鑽のためにさらに、他の法流を数年の期間をかけて学んで、（僧侶によっては、寺院の寺務があるため、学び終えるまでの期間には個人差がある）法流の一流伝授を受ける僧侶も多い。中でも中院流の三十三尊法は三宝院流の秘抄から抜き出したものであるので、三宝院流の一流伝授は必須と言える。
他法流に自分が学びたい修法があった場合、その修法だけの伝授を受けることが出来る。これを「抜き伝授」という。
伝授の内容は、指導する阿闍梨（師）により細部に関しては個人差がある。これは伝授をする阿闍梨（師）が中院流以外の流派の伝授を受けていたりなどの理由が挙げられる。事相の伝授には面授（口伝）を重んじたためであり、このことが事相の流派が分派した理由でもある。中院流においても作法の細部に関しての差異は問題視されない。
高野山内では中院流を教えている僧侶（寺院）がほとんどだが、中院流と他の法流を受け継いでいる僧侶（寺院）が高野山内にあり、希望する僧侶に他の法流を教えることもあるが、現在では以前に比べ少なくなっている。